# École d'apprentissage de l'école supérieure d'éducation
Le bâtiment X ou Proxima est le bâtiment de l'ancienne école d'entrainement de l'école supérieure d'éducation (finnois : Kasvatusopillisen korkeakoulun harjoituskoulu), est un bâtiment de l'université de Jyväskylä construit sur Seminaarinmäki à Jyväskylä en Finlande.

## Histoire
L'école est construite en 1954 dans la zone du campus conçue par Alvar Aalto.
Elle fonctionnera jusqu'en 2002, ensuite elle accueillera différents départements de l'université de Jyväskylä.
L'organisation spatiale des espaces de cours et de travaux de groupe permettait une organisation flexible des travaux scolaires.
Les concepts étaient en avance sur leur temps car les idées d'organisation flexible des apprentissages ne se propageront en Finlande que dans les années 1970,.

## Galerie

Proxima